# Boris Masník (1951)
Boris Masník (* 11. dubna 1951 Praha) je trikový výtvarník a supervizor filmových efektů.

## Život
Vystudoval Vysokou školu uměleckoprůmyslovou v Praze, obor filmová a televizní grafika. V roce 1977 nastoupil do trikového studia Barrandov. Během dalších 21 let spolupracoval jako trikový specialista na realizaci filmových efektů pro bezmála stovku českých i zahraničních filmových a audiovizuálních projektů. Spolupracoval při hledání a zavádění nových trikových technologií.
V roce 1998 nastoupil v pražské firmě UPP (Universal Production Partners), která se zabývá digitální postprodukcí, počítačovou animací a filmovými efekty. Věnuje se návaznostem klasických filmových postupů na nové digitální technologie a samotným digitálním technologiím. Jeho triková práce pro pohádku režiséra Zdeňka Trošky byla oceněna na MFF 1999 v Karlových Varech cenou Alfréda Radoka.[zdroj⁠?!]
V roce 2025 získal na Zlín Film Festivalu ocenění Zlatý střevíček za mimořádný přínos kinematografii pro děti a mládež.